# Elecciones al Parlamento Europeo de 1999 (Alemania)
En las elecciones al Parlamento Europeo de 1999 en Alemania, celebradas el 13 de junio de ese año, se escogió a los 99 representantes alemanes para la quinta legislatura del Parlamento Europeo.

## Resultado
| Datos de participación | Datos de participación | Datos de participación |
| ---------------------- | ---------------------- | ---------------------- |
| Censo electoral        | 60.786.904             | 100%                   |
| Votos                  | 27.468.932             | 45,2%                  |
| Abstención             | 33.317.972             | 54,8%                  |
| Votos a candidaturas   | 27.059.273             | 98,5%                  |

| ← Elecciones al Parlamento Europeo de 1999 →        |            |       |         |     |
| Partido                                             | Votos      | %     | Escaños | +/- |
| Unión Demócrata Cristiana de Alemania (CDU)         | 10.628.224 | 39,28 | 43      | +4  |
| Partido Socialdemócrata de Alemania (SPD)           | 8.307.085  | 30,70 | 33      | -7  |
| Unión Social Cristiana de Baviera (CSU)             | 2.540.007  | 9,39  | 10      | +2  |
| Alianza 90/Los Verdes (B'90/GRÜNEN)                 | 1.741.494  | 6,44  | 7       | -5  |
| Partido del Socialismo Democrático (PDS)            | 1.567.745  | 5,79  | 6       | +6  |
| Partido Democrático Libre (FDP)                     | 820.371    | 3,03  | 0       | =   |
| Die Republikaner (REP)                              | 461.038    | 1,70  | 0       | =   |
| Die Tierschutzpartei                                | 185.186    | 0,68  | 0       | =   |
| Die Grauen - Graue Panther (GRAUE)                  | 112.142    | 0,41  | 0       | =   |
| Partido Nacionaldemócrata de Alemania (NPD)         | 107.662    | 0,40  | 0       | =   |
| Feministische Partei - Die Frauen (FRAUEN)          | 100.128    | 0,37  | 0       | =   |
| Partido Ecológico-Democrático (ÖDP)                 | 100.048    | 0,37  | 0       | =   |
| Autofahrerpartei Deutschland (APD)                  | 97.984     | 0,36  | 0       | =   |
| Partei der Arbeitslosen und Sozial Schwachen (PASS) | 71.430     | 0,26  | 0       | =   |
| Partei Bibeltreuer Christen (PBC)                   | 68.732     | 0,25  | 0       | =   |
| Naturgesetz                                         | 38.139     | 0,14  | 0       | =   |
| ASP                                                 | 34.029     | 0,13  | 0       | =   |
| Christliche Mitte (CM)                              | 30.746     | 0,11  | 0       | =   |
| Partido de Baviera (BP)                             | 14.950     | 0,06  | 0       | =   |
| Partido Humanista (HP)                              | 11.505     | 0,04  | 0       | =   |
| Bürgerrechtsbewegung Solidarität (BüSo)             | 9.431      | 0,03  | 0       | =   |
| Partido de Centro (Alemania) (ZENTRUM)              | 7.080      | 0,03  | 0       | =   |
| Partido de las Familias de Alemania (FAMILIE)       | 4.117      | 0,02  | 0       | =   |